# Дрвени стадион у Београду
Дрвени стадион у Београду био је највећи привремени дрвени стадион у централној Европи који је изграђен 1930. године за Први Свесоколски слет сокола Краљевине Југославије.
Стадион је био изграђен на простору данашњег Машинског факултета Универзитета у Београду. Како је за изградњу стадиона и самог слета владало велико интересовање у Краљевини Југославији и Београду, недељом и празником било је одобрено групно разгледање стадиона у пратњи водича Слетског одбора, који је давао одговоре на питања, уз купљену улазницу по цени од 2 динара. Средства од продатих улазница била су намењена за слетски фонд. Након тридесет дана од почетка слета дрвена конструкција стадиона је размонтирана.

## Историја
Концепт соколског покрета у Краљевини Југославији преузет је од Чеха, тачније од његових оснивача Мирослава Тирша и Јиндриха Фигнера који су кроз соколско васпитање допринели буђењу чешке националне свести и борби за независност од Аустроугарске. Међу првим покретачима соколства у Београду још 1852. године био је сликар Стеван Тодоровић, који је и основао Прво српско друштво за гимнастику и борење, што сведочи о томе да је у Београду и Србији постојала традиција спорта, пре него што је дошло до оснивања соколских друштава у Краљевини Југославији.
У оквиру соколског покрета, масовно су се отварали соколски домови и стадиони, који су се временом сврстали међу репрезентативне архитектонске објекте у архитектури интегралног југословенства историјског периода између два светска рата. Мада су ови објекти имали примарно спортску намену, соколски домови су најчешће били мултифункционалног карактера. Наиме, како су соколи били начајноз повезани са државном политиком, простори у којима су се неговале гимнастика и други спортови уједно су били и стецишта за културну промоцију.
У изградњи објеката соколског друштва у Београду посебно се истакао архитекта Момир Коруновић, који је уједно био и председник Грађевинско-уметничког одсека Савеза Сокола Краљевине Југославије (ССКЈ). По значју најважнији Коруновићеви пројекти за соколски покрет у Београду били су; Соколски дом „Матица”, који је био у тренутку отварања највећи спортски објекат таквог типа у Краљевини Југославији и Соколски (дрвени) стадион за Свесоколски слет 1930. године, са највећом дрвеном конструкцијом у централној Европи.

## Положај и пространство
Дрвени стадион у Београду био је изграђен на површини од 12.560 m², између тадашњих улица Краља Александра и Ратарске. Из Улице краља Александра на стадиону је постојао посебан улаз који је водио директно до свечаних ложа за краљевску породицу, чланове владе и дипломатски кор.
Публика је на стадион могла да уђе на четири репрезентативне капије, декорисане у народним рукотворинама, у бојама карата, како би се избегло непотребно стварање застоја на улазима.
За учесник у програму слета постојала су три одвојена улаза, која су директно водила у њихове свлачионице испод трибина, а одатле кроз посебне отворе излазило са на терен за вежбање.

## Архитектура и инфраструктура
Пројекат привременог стадиона намењеног слетишту дело је је београдског арх. Момира Коруновића (у моменту пројектовања вишег архитекте Министарства грађевина Краљевине Југославије). Коруновић, који је у традиционалистичкој архитектури или романтичарском фолклоризаму, у сакралној профаној архитектури тзв. српско-византијског стила, био промовисан још у време пред Први светски рат, он је овај објекат привременог карактера, пројектовао по угледу на сличне грађевине на Западу, са архитектонским примесама традиционалног националног стила.
Статички прорачун трибина израдио је арх. Предраг Зрнић, а пробно оптерећење извршила су гардијски пешадијски пук, 2. пешадијски пук и гардијски артиљеријски пук војске Краљевине Југославије са укупно 6.000 припадника. Војници су преласком са једне на другу трибину, тестирали редом све трибине. Након овог тестирања установљено је да трибине могу да приме двоструко већи терет од оног предвиђеног пројектом.
Током теста оптерећења дрвеног стадиона, у музичком павиљону дрвеног стадиона свирала је војна музика.
Радове су заједно контролисали арх. Предраг Зрнић и активни соколски инжењер Радивојем Радуловићем.
Градња стадиона трајала је два месеца и седам дана. Радове на дрвеној конструкцији извело је 500 тесара, столара, електричара, водоинсталатера и радника других струка.
Арена слетишта, која је за онај период била импозантних димензија, простирала се на површни од 12.560 m². Целокупна конструкција била је од дрвета, а њене трибине лежале су на бетонским стопама. За њену изградњу утрошено је 51,00 m³ дрвене грађе и 35.000 килограма ексера. У том историјском периоду привремена грађевина стадиона представљала је највећу дрвену грађевину у централној Европи.
Иако је био привременог карактера, као и сваки савремени европски стадион тога доба, и овај стадион у Београду имао је електрично осветљење, водовод и канализацију, пошту за учеснике и посетиоце, просторију за несметан рад новинаре са телефонским кабинама, озвучење (са четири звучника марке Филипс). Стадион је имао и противпожарну заштиту, за чије потребе су изнад ложа биле изграђене четири куле у којима су за време слета непрестано дежурали београдски ватрогасци. У саставу гледалишта био је изграђен и павиљон за оркестар и осматрачница за начелника, који је непосредно руководио вежбама на слету.
Стадион је на свом слетишту могао да прими око 45.000 посетилаца и 3.500 вежбача. У делу за гледаоце стадиона било је 189 ложа које су примале 1.182 гледалаца, док је на трибинама било 29.300 места за седење и 8.500 места за стајање.
У време главних слетских дана, стадион је поред жандармерије обезбеђивало и преко 500 редара.

## Уклањање стадиона
Након тридесет дана од почетка слета дрвена конструкција стадиона је размонтирана, а његова грађа искоришћена је за друге намене.
Већ наредне године, по узору на овај, урађен је први пројекат новог стадиона за Свесоколски слет, који је планиран да се одржи у Београду 1935. године.